# Bučač
Bučač (ukrajinsky Бучач; polsky Buczacz; v jidiš בעטשאָטש‎ / Betšotš) je malé město na západní Ukrajině. Leží v Čortkivském rajónu v Ternopilské oblasti na řece Strypa v historickém regionu Halič, 135 km jihovýchodně od Lvova a 55 km jihozápadně od oblastního města Ternopil. Žije zde zhruba 12 tisíc obyvatel. V Bučači je centrum Bučacké městské komunity, která v roce 2020  měla 38 181 obyvatel.

## Historie
První zmínka pochází z roku 1260.

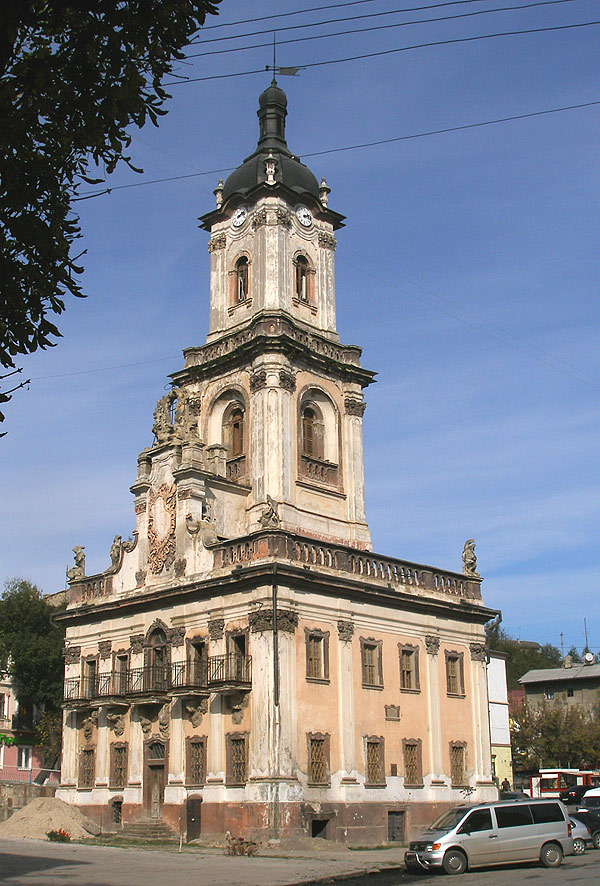
Barokní radnice

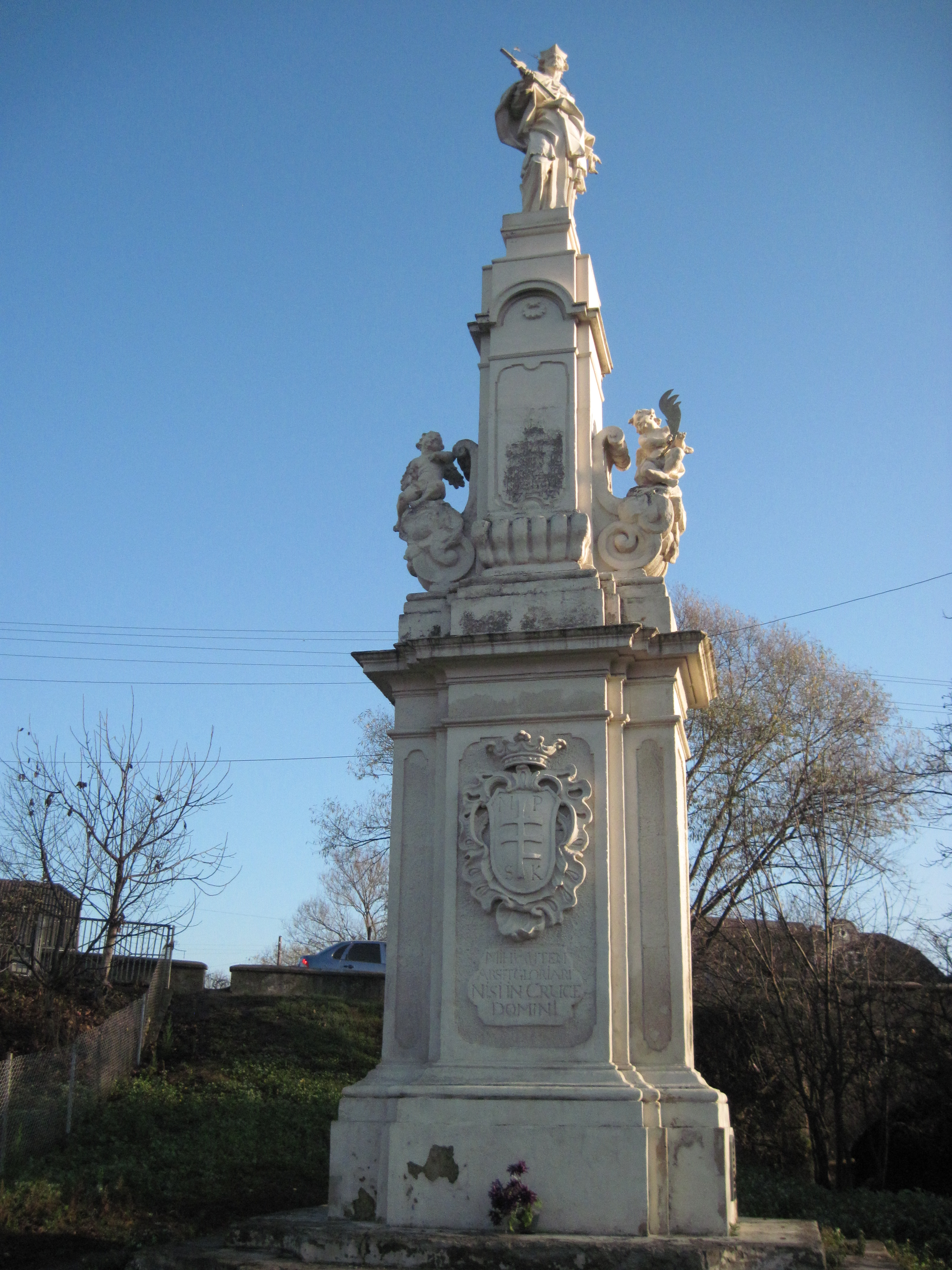
socha sv. Jana Nepomuckého, 1750, (kopie)

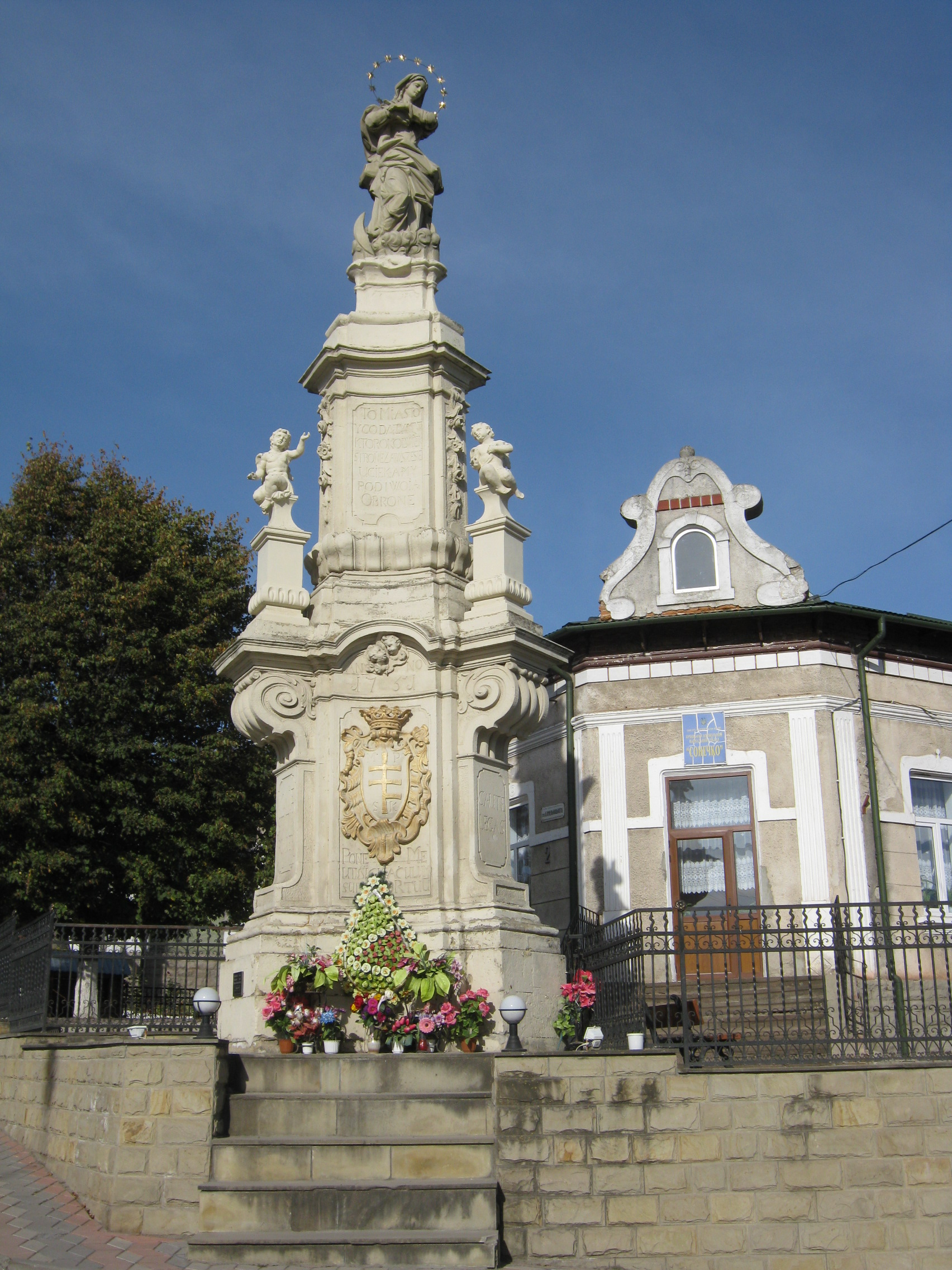
socha Panny Marie, 1751, (kopie)

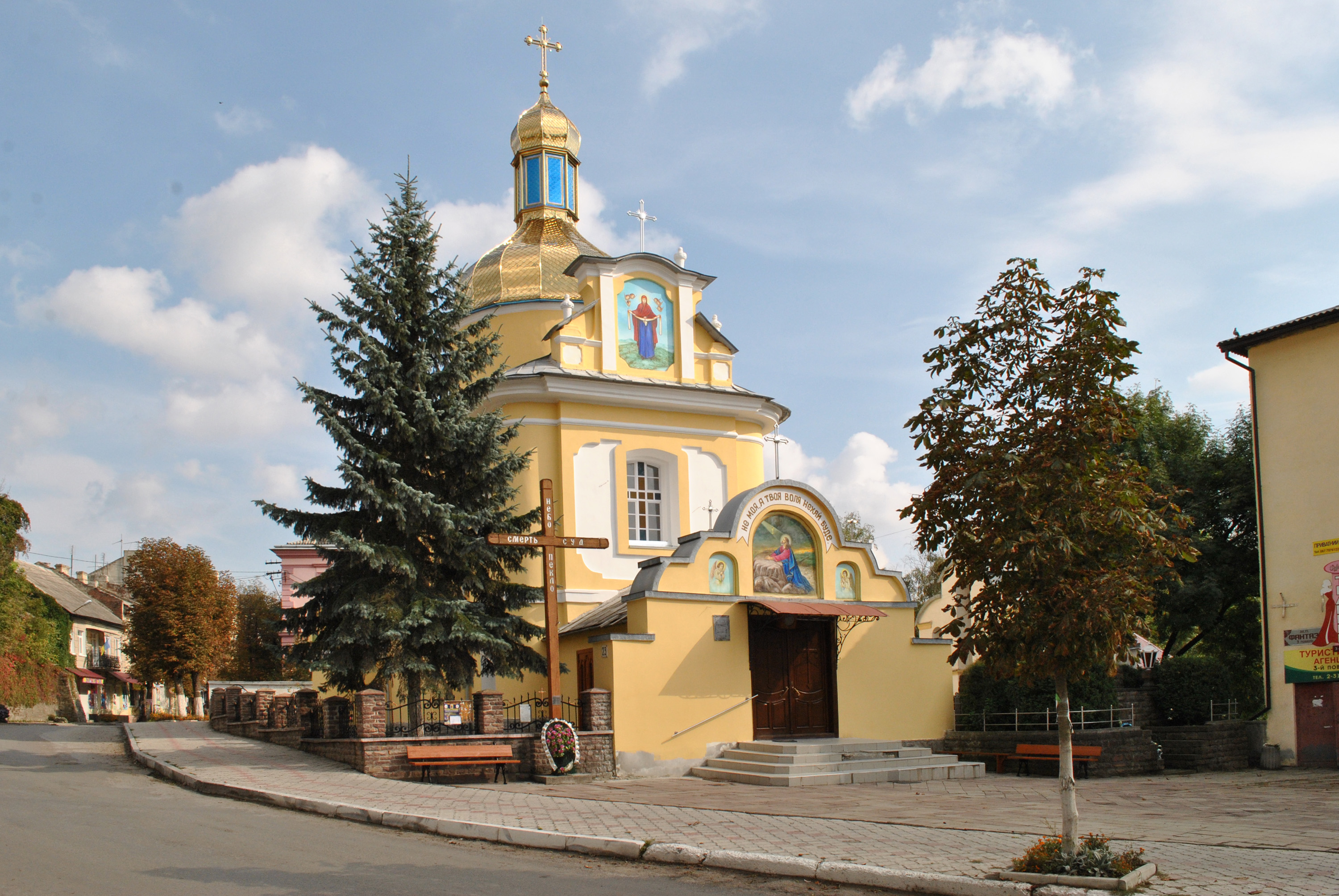
Chrám Ochrany Přesvaté Bohorodičky

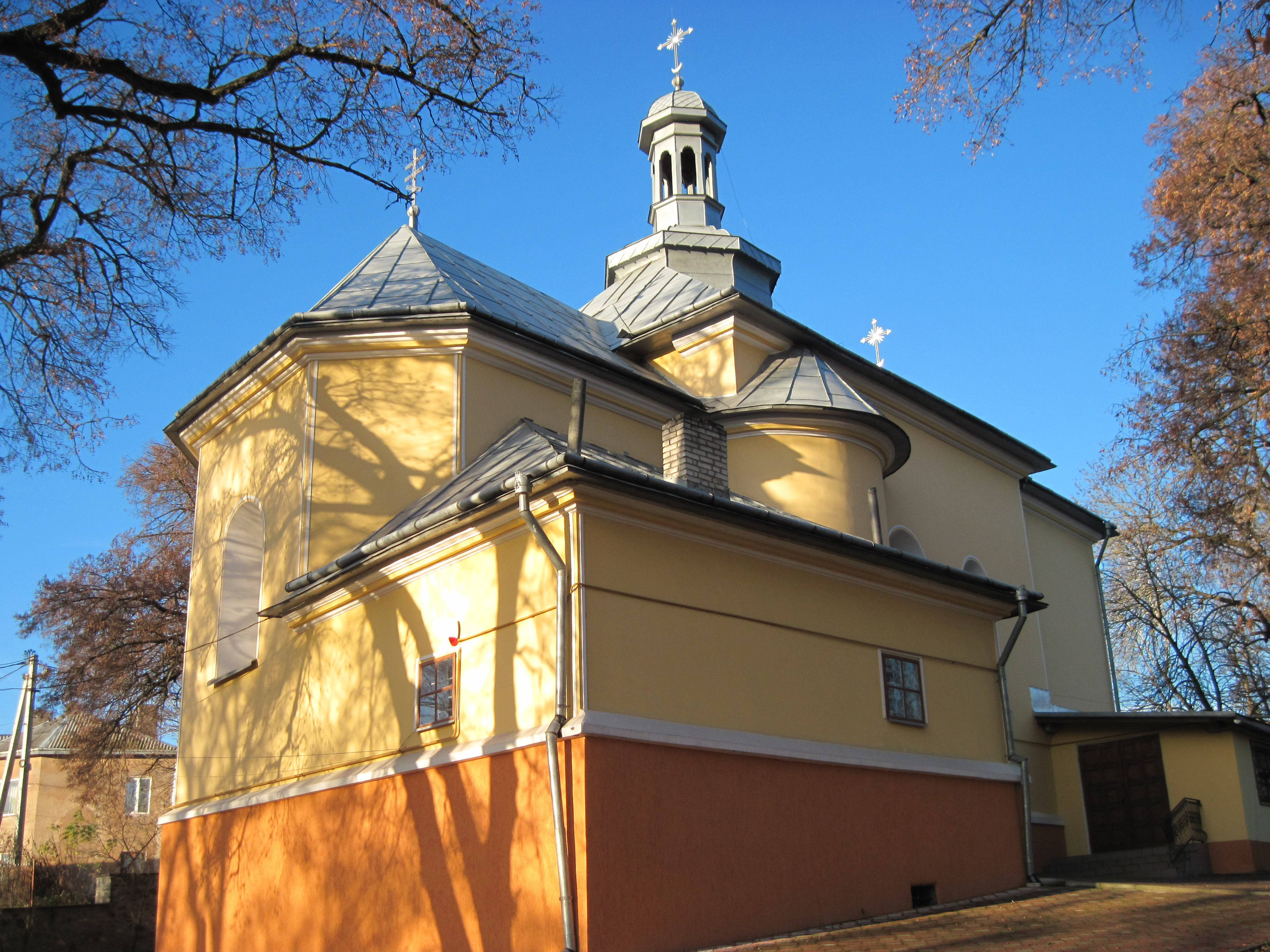
Chrám svatého Mikuláše

V roku 1349 (téměř devadesát let poté) Halič dobyli Poláci. Na konci 14. století město poprvé přijalo magdeburské právo.
V létě roku 1498 moldavský kníže Stefan III a jeho spojence – Turci dobyli město; pomsta za jejich předchozí neúspěchy bylo zničení města, zachycení jeho obyvatele. Roku 1515 město znovu přijalo magdeburské právo.
To bylo v době, kdy do této oblasti přicházelo velké množství přistěhovalců – Poláků, Židů a Arménů. Bučač se stal centrem místní židovské komunity.
V roce 1772 byla Halič anektována Rakouskem v rámci prvního dělení Polska. Bučač zůstal součástí Rakouska a jeho následovníků až do konce první světové války v roce 1918. Bučač byl pak krátce součástí nezávislé Západoukrajinské republiky před tím, než toto území obsadilo v roce 1923 Polsko. Během druhé světové války bylo území Haliče, včetně Bučače, anektováno Sovětským svazem a přičleněno k Ukrajině (viz pakt Molotov–Ribbentrop).
V roce 1941 bylo město přepadeno nacistickým Německem. Veškeré židovské obyvatelstvo bylo fakticky vyhlazeno během holocaustu. Po válce se město stalo součástí Sovětského svazu. Z města byli vyhnáni příslušníci polské komunity. Po pádu Sovětského svazu v roce 1991 se město Bučač stalo součástí nezávislé Ukrajiny.
Od roku 2007 se z iniciativy místní samosprávy ve městě nachází pomník hlavy Organizace ukrajinských nacionalistů Stepana Bandery.

## Současnost
Ve městě se dochovala monumentální barokní radnice z poloviny 18. století, kostel Povýšení svatého Kříže a monastýr (klášter) basiliánů a další památky; funguje zde také vlastivědné museum.
S oblastním Ternopilem a dalšími městy je město spojeno autobusovými linkami, vlak z Husjatyna a Čertkova sem zajíždí pouze jednou denně.

## Školství
- zemědělský College
- Gymnázium
- Lyceum

## Pamětihodnosti a turistické zajímavosti
- socha sv. Jana Nepomuckého (bolševiky zničena, dnes kopie)
- socha Panny Marie, (bolševiky zničena, dnes kopie)

### Chrámy
- konkatedrála (cerkev)
- řeckokatolický chrám (cerkev) Ochrany Přesvaté Bohorodičky
- barokní katolický kostel Nanebevzetí Panny Marie
- monastýr (klášter) basiliánů
- Chrám Povýšení svatého Kříže
- Chrám svatého Vladimíra (Ukrajinská pravoslavná církev Kyjevského patriarchátu)
- Chrám svatého Mikuláše (Ukrajinská autokefální pravoslavná církev)

## Hotel
- Bučač[3]
- Vizyt ("Návštěva")
- Mandry (vesnice Pidzamočok)

## Hospodářství
- Vodní elektrárna

## Doprava
- Železniční doprava
- Městská doprava

## Osobnosti
- Emil Skamene genetik, imunolog
- Mykola Bevz, ukrajinský vědec, pedagog, Dr. architekti
- Volodymyr Hnatiuk, ukrajinský spisovatel, etnograf.
- Šmu'el Josef Agnon, izraelský spisovatel
- Volodymyr Kurylovyč, rakouský právník a politik ukrajinské (rusínské) národnosti z Haliče, poslanec Říšské rady.
- Marjana Maksymjak, ukrajinská básnířka
- Bernard Meretyn, architekt německého původu
- Jan Jiří Pinsel, sochař a řezbář
- Mikołaj Bazyli Potocki, polsko-ukrajinský magnát, majitel města, mecenáš
- Ihor Pylaťjuk, ukrajinský hudebník (houslista), vědec, pedagog, rektor Lvovské konzervatoře
- Emanuel Ringelblum, polsko-židovský historik, politický aktivista a organizátor tajného archivu, pořízeného a ukrytého během druhé světové války ve varšavském ghettu.
- Bernard Stern, starosta města, poslanec Říšské rady, majitel pivovaru
- Simon Wiesenthal, židovský aktivista.
- Karel Vladislav Zap, český úředník, učitel, muzejník, vlastenec, spisovatel, historik a publicista, byl v mesté.[4]

## Partnerská města
- Kazimierza Wielka, Polsko

## Foto

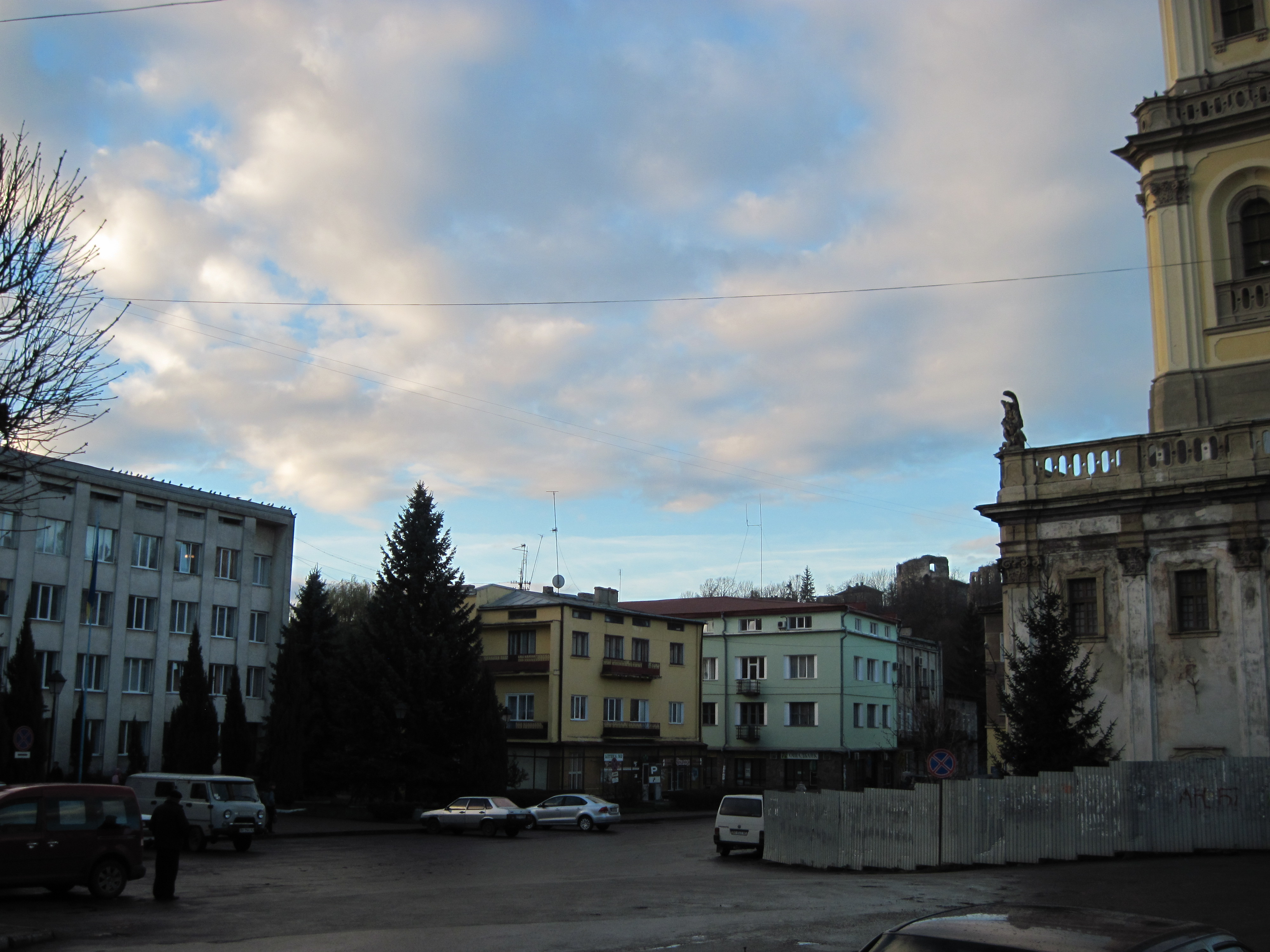
centrum, zámek
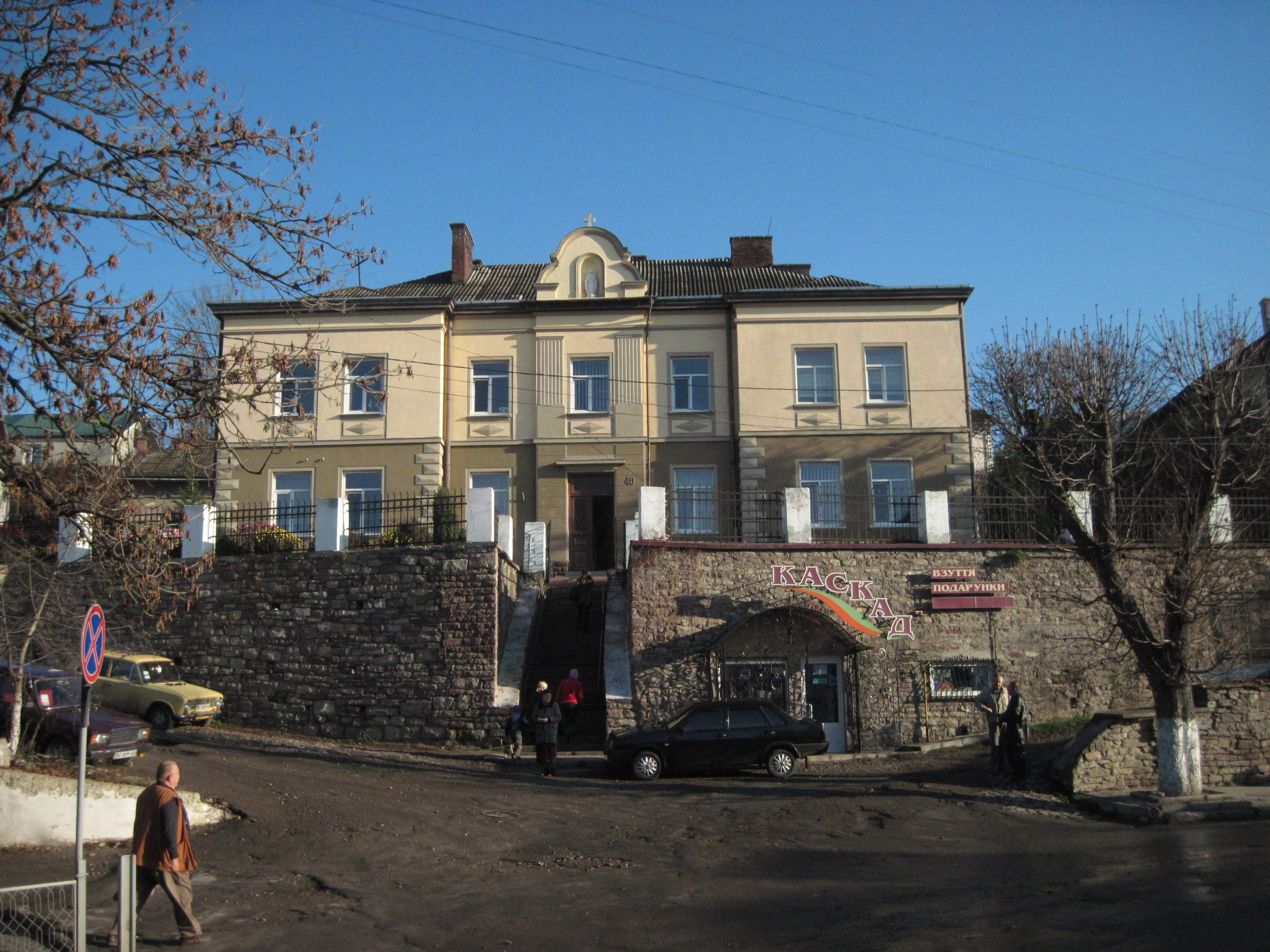
Poliklinika
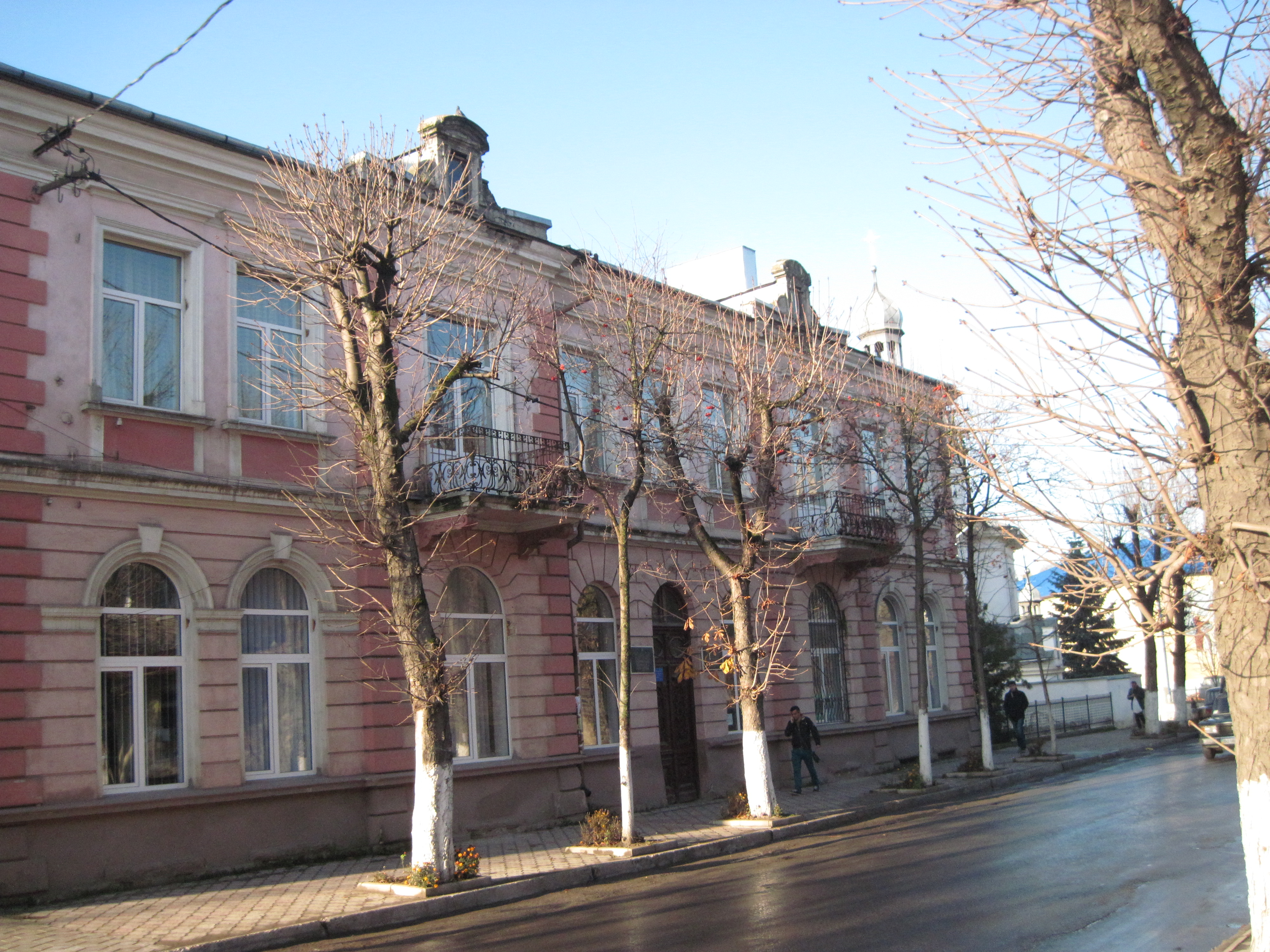
knihovna
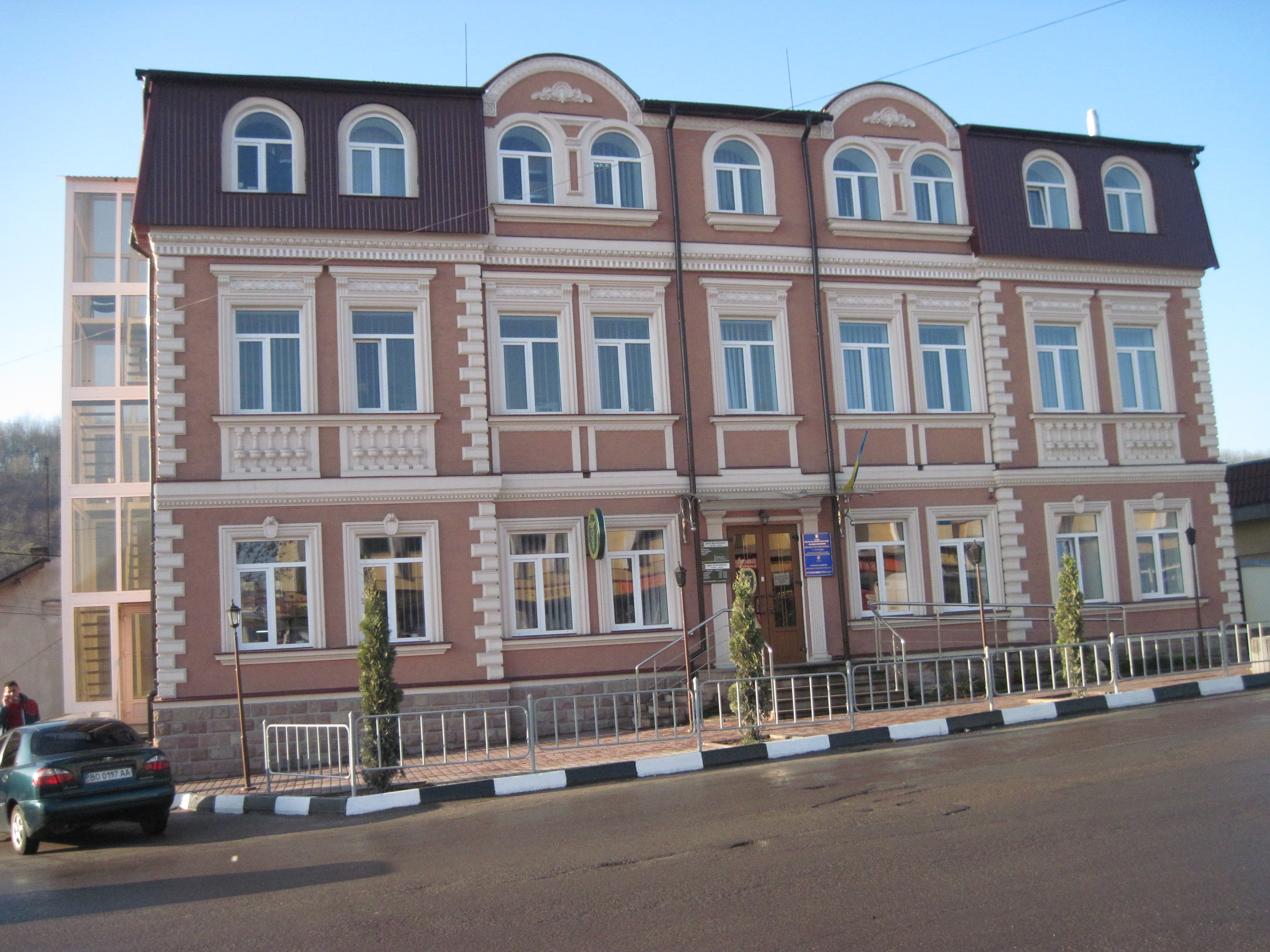
finanční úřad
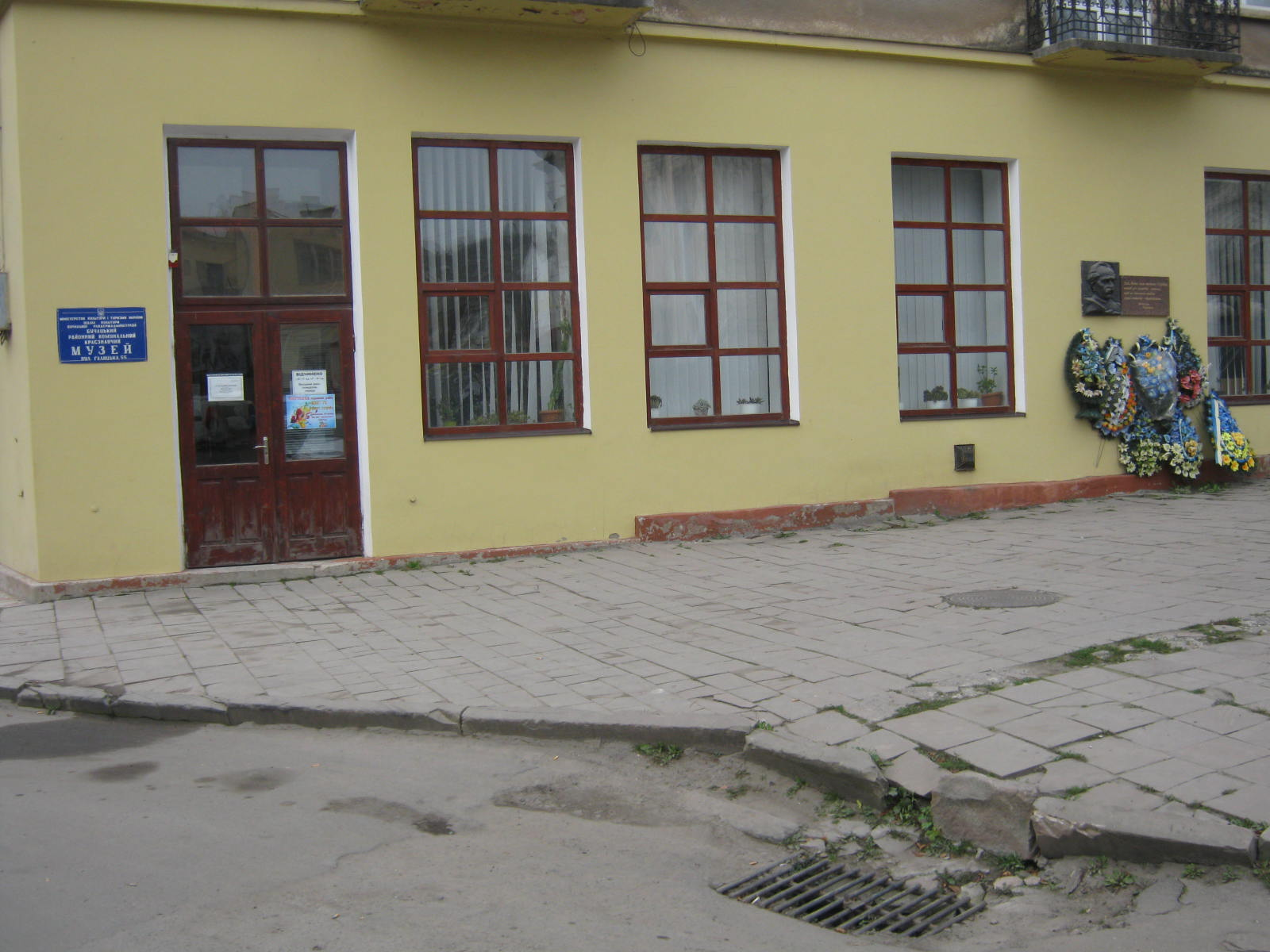
museum
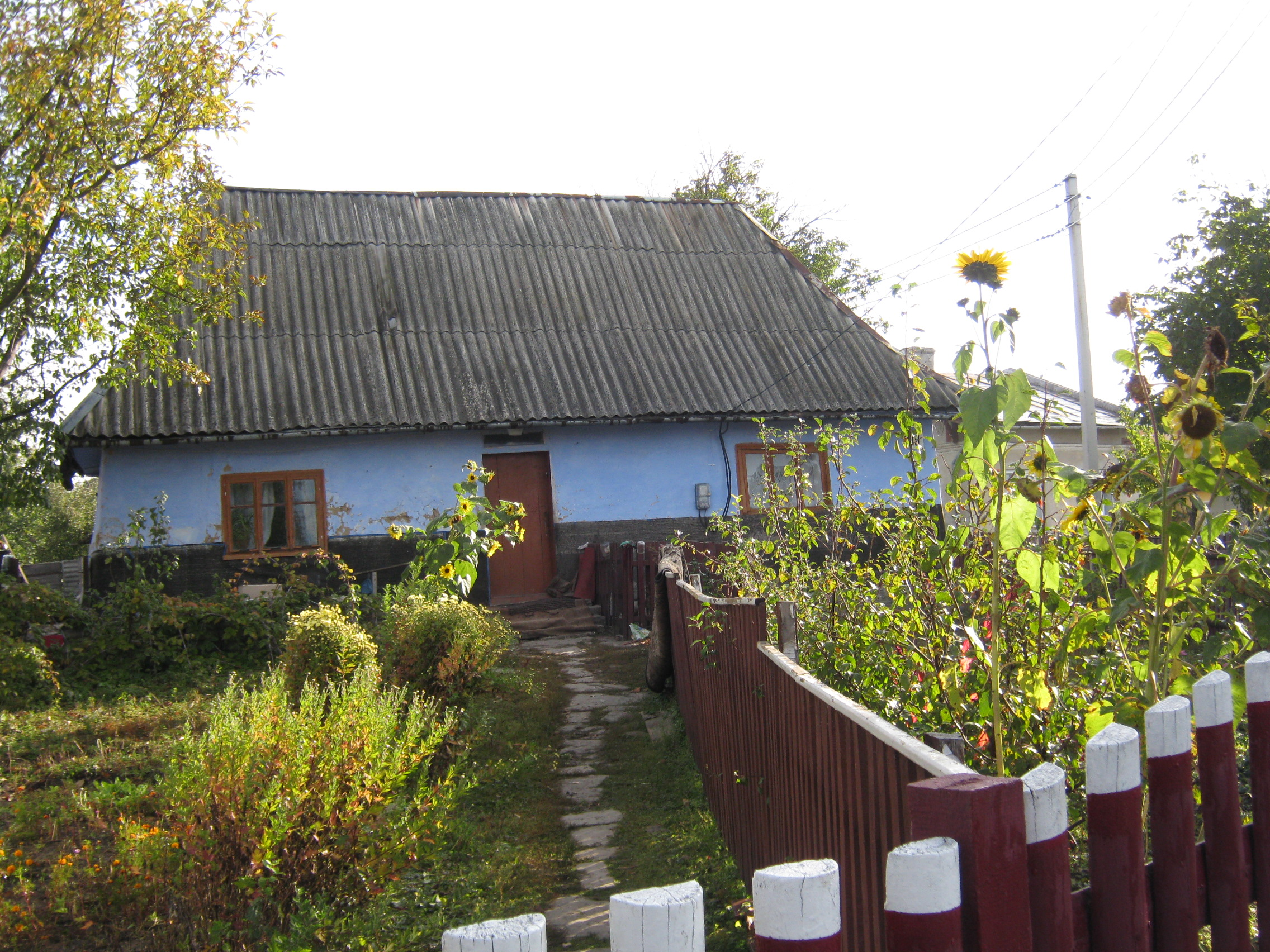
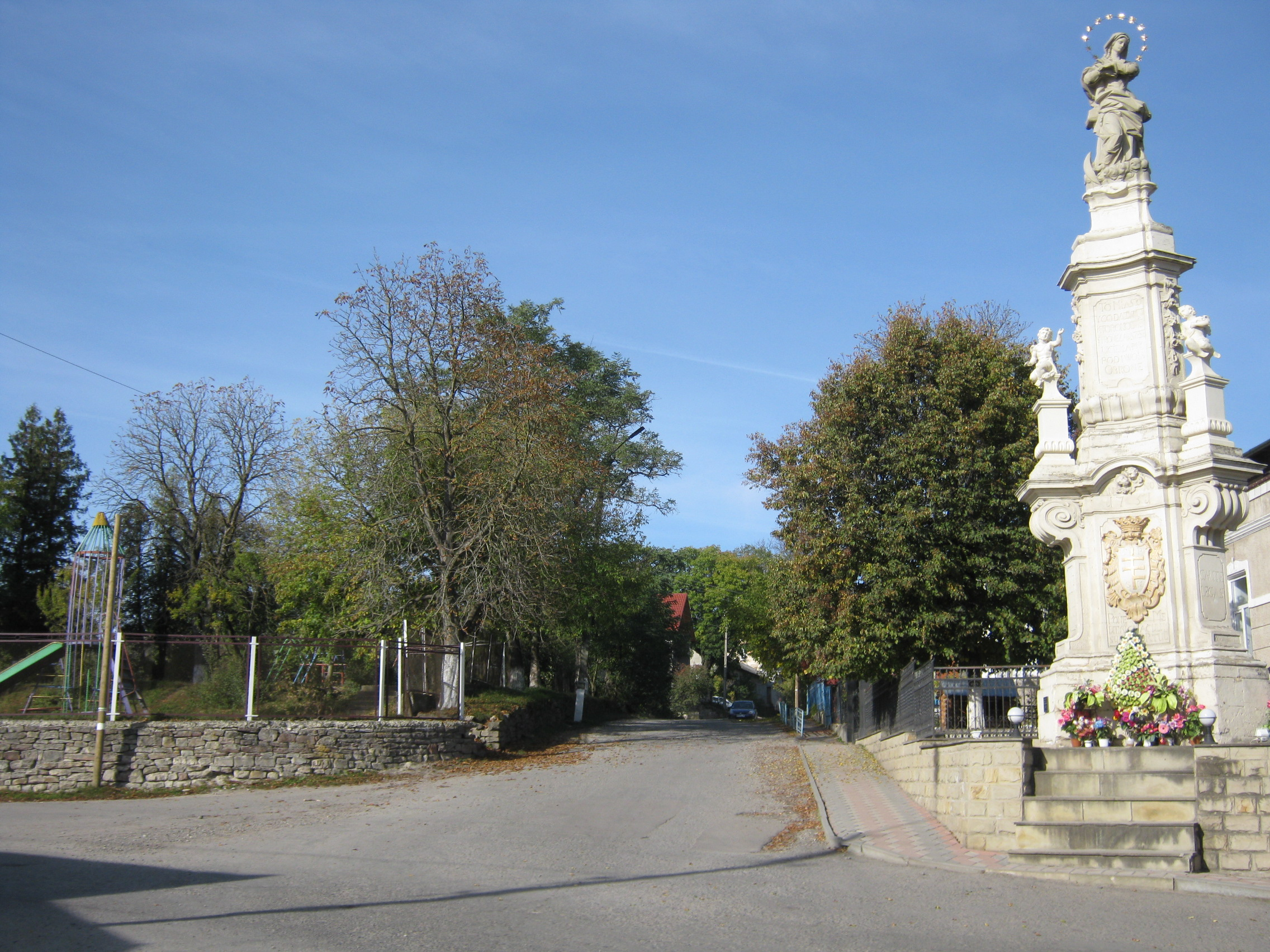
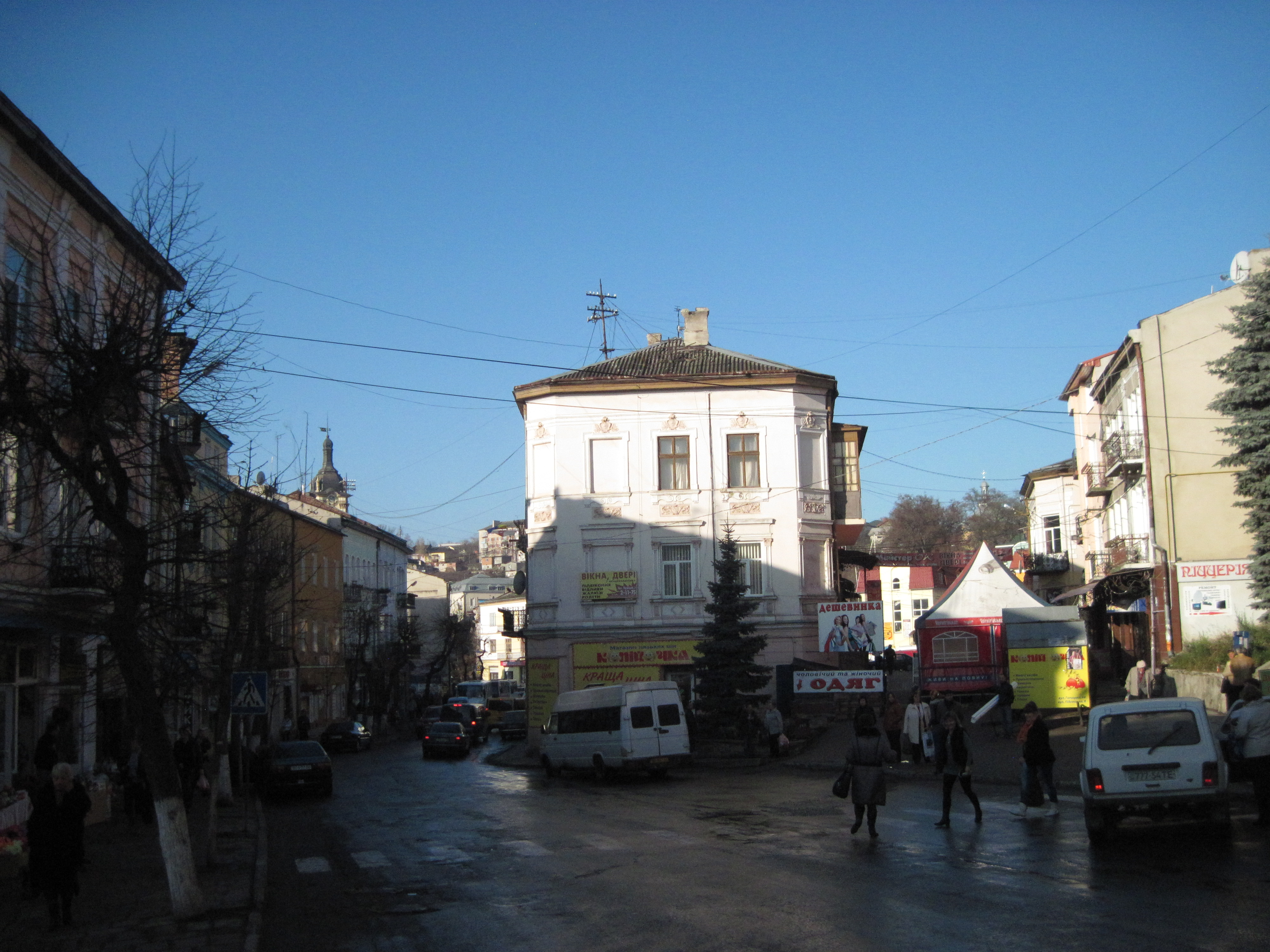
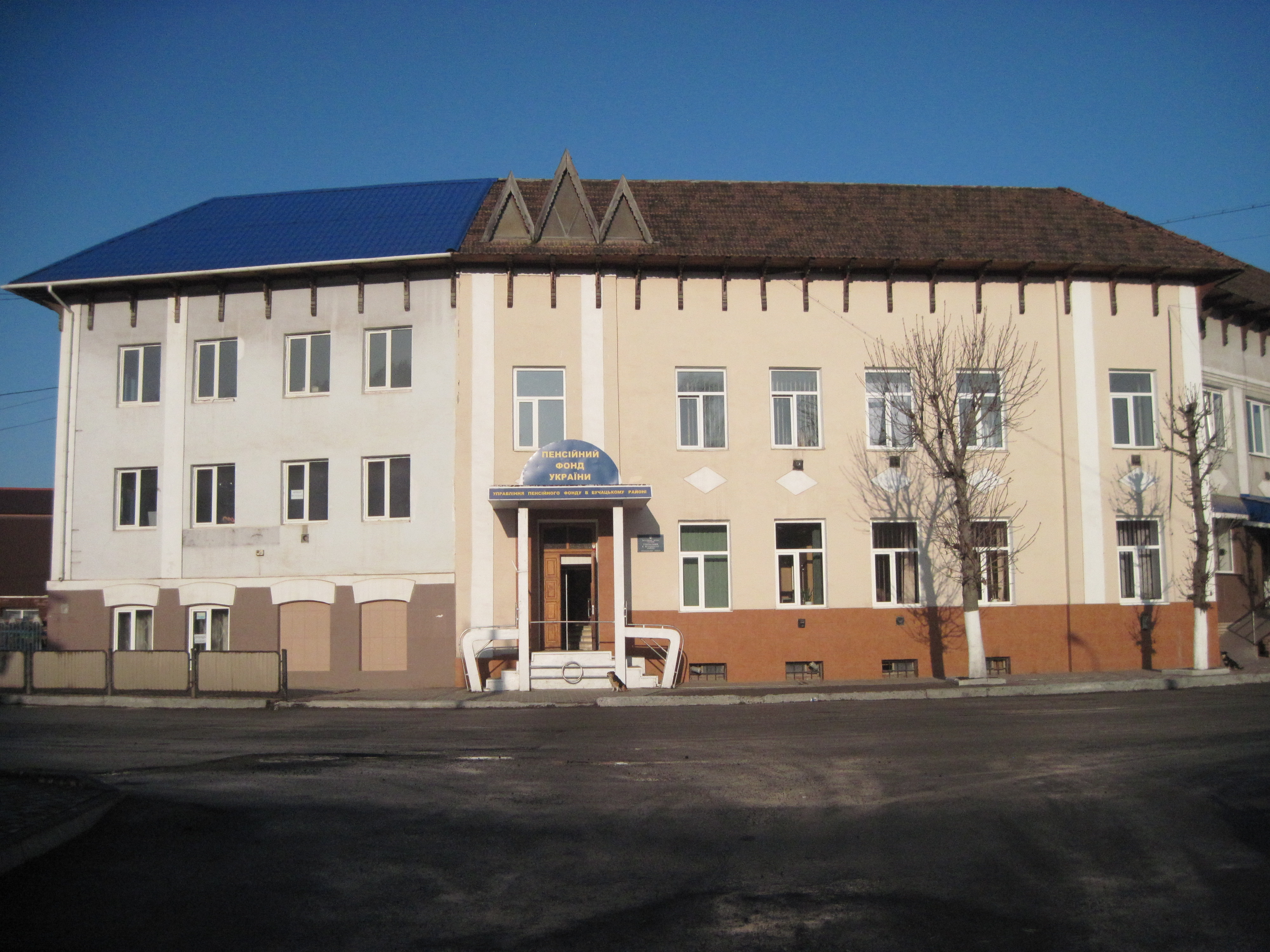